# J.League Cup 2011
Der J.League Cup 2011, offiziell aufgrund eines Sponsorenvertrages mit dem Gebäckhersteller Yamazaki Nabisco nach einer Marke desselben 2011 J.League Yamazaki Nabisco Cup genannt, war die neunzehnte Ausgabe des J.League Cup, des höchsten Fußball-Ligapokal-Wettbewerbs in Japan.

## Spieler
| Verein              | Spieler |
| ------------------- | --- |
| Vegalta Sendai      | Jirō Kamata (4/0), Jun’ya Hosokawa (1/0), Cho Byung-kuk (4/0), Makoto Kakuda (4/1), Toshihiro Matsushita (4/0), Takayuki Nakahara (3/0), Ryang Yong-gi (3/0), Kunimitsu Sekiguchi (2/0), Yūki Nakashima (2/1), Yoshiki Takahashi (3/0), Yoshiaki Ōta (4/0), Takuto Hayashi (4/0), Shingo Tomita (4/1), Yūki Mutō (1/0), Naoya Tamura (3/0), Shingo Akamine (3/0), Naoki Sugai (3/0), Park Ju-sung (3/0), Atsushi Yanagisawa (1/0) |
| Montedio Yamagata   | Kenta Shimizu (1/0), Ryō Kobayashi (1/0), Hidenori Ishii (1/0), Shōgo Nishikawa (1/0), Tōmi Shimomura (1/0), Katsuyuki Miyazawa (1/0), Yūji Funayama (1/0), Tatsuya Furuhashi (2/0), Yū Hasegawa (2/0), Takuya Miyamoto (2/0), Yūki Uekusa (1/0), Kentarō Satō (2/0), Tetsuya Ōkubo (1/0), Masaru Akiba (1/0), Daichi Kawashima (2/1), Takuya Sonoda (2/0), Kei Nakano (1/0), Shun Itō (1/0), Takumi Yamada (1/0), Tetsurō Ōta (2/0), Tomoyasu Hirose (1/0) |
| Kashima Antlers     | Daiki Iwamasa (1/0), Alex (3/0), Kōji Nakata (3/0), Tōru Araiba (3/0), Takuya Nozawa (3/0), Yūya Ōsako (3/3), Masashi Motoyama (1/0), Fellype Gabriel (1/0), Shinzō Kōroki (3/1), Chikashi Masuda (1/0), Takeshi Aoki (3/0), Tarta (2/0), Gaku Shibasaki (3/1), Hitoshi Sogahata (3/0), Yasushi Endō (3/0), Yūzō Tashiro (3/1), Mitsuo Ogasawara (3/0) |
| Urawa Reds          | Norihiro Yamagishi (2/0), Keisuke Tsuboi (2/0), Tomoya Ugajin (5/0), Spiranovic (3/0), Shunki Takahashi (4/0), Nobuhisa Yamada (4/0), Tsukasa Umesaki (5/1), Yōsuke Kashiwagi (6/1), Edmilson (1/1), Marcio Richardes (5/1), Tatsuya Tanaka (1/0), Kōji Noda (3/0), Keita Suzuki (6/0), Tadaaki Hirakawa (2/0), Sergio Escudero (6/1), Hiroyuki Takasaki (3/0), Mitsuru Nagata (7/0), Nobuhiro Katō (5/0), Kazuki Hara (1/0), Naoki Yamada (6/0), Jun Aoyama (1/0), Genki Haraguchi (4/2), Mizuki Hamada (3/0), Shūto Kojima (5/0), Mazzolla (3/0), Despotovic (5/4) |
| Omiya Ardija        | Yūki Fukaya (2/0), Takuya Aoki (1/0), Keigo Higashi (1/0), Naoki Ishihara (2/0), Rafael (1/0), Chikara Fujimoto (1/0), Daigō Watanabe (2/0), Shūsuke Tsubouchi (1/0), Jun Kanakubo (2/0), Kōta Ueda (2/0), Hayato Hashimoto (1/0), Kim Young-gwon (2/0), Kōji Ezumi (2/0), Shin Kanazawa (1/1), Norio Suzuki (1/0), Kazuhiro Murakami (1/0), Shintarō Shimizu (1/0), Arata Sugiyama (1/0), Yōsuke Kataoka (1/0), Rodrigo Pimpao (2/0) |
| Kashiwa Reysol      | Takanori Nakajima (1/0), Naoya Kondō (2/0), Hiroki Sakai (2/0), Tatsuya Masushima (1/0), Park Dong-hyuk (1/0), Hidekazu Ōtani (2/0), Hideaki Kitajima (2/1), Leandro Domingues (2/0), Ryōhei Hayashi (1/0), Yūki Ōtsu (1/0), Jorge Wagner (2/0), An Yong-hak (1/0), Jun’ya Tanaka (2/0), Masato Kudō (2/0), Takanori Sugeno (2/0), Ryōichi Kurisawa (2/0), Kōki Mizuno (1/0) |
| Kawasaki Frontale   | Takashi Aizawa (1/0), Hiroki Itō (1/0), Yūsuke Tanaka (4/0), Yūsuke Igawa (2/0), Jun Sonoda (1/0), Yūsuke Tasaka (4/1), Takanobu Komiyama (2/1), Takurō Yajima (2/0), Juninho (3/1), Yū Kobayashi (4/2), Kōji Yamase (4/2), Kengo Nakamura (2/0), Yūki Sanetō (1/0), Jumpei Kusukami (4/0), Kōsuke Kikuchi (3/0), Kōsei Shibasaki (2/0), Jun’ichi Inamoto (1/0), Akito Fukumori (1/0), Kyōhei Noborizato (3/1), Yūdai Tanaka (2/0), Shunsuke Andō (1/0), Rikihiro Sugiyama (2/0), Satoshi Kukino (1/0), Ryōta Ōshima (4/0)                                           |
| Yokohama F. Marinos | Takashi Amano (3/0), Yūzō Kurihara (2/1), Kim Kun-hoan (3/0), Shōhei Ogura (4/0), Shingō Hyōdō (5/1), Ariajasuru Hasegawa (3/0), Kazuma Watanabe (5/2), Yūji Ono (4/0), Masashi Ōguro (5/3), Yūzō Kobayashi (4/0), Kenta Kanō (3/0), Yasuhiro Hato (3/0), Hiroki Iikura (5/0), Yūji Nakazawa (5/0), Shō Matsumoto (2/0), Takashi Kanai (3/0), Shunsuke Nakamura (2/0), Naoaki Aoyama (4/1), Hiroyuki Taniguchi (5/2) |
| Ventforet Kofu      | Kōta Ogi (1/0), Teruaki Kobayashi (2/0), Hideomi Yamamoto (1/0), Daniel (1/0), Yutaka Yoshida (1/0), Yūji Yabu (1/0), Genki Nagasato (2/0), Paulinho (2/0), Davi (1/0), Mike Havenaar (2/1), Tomoya Uchida (1/0), Masaru Matsuhashi (2/0), Takuma Tsuda (1/0), Yoshifumi Kashiwa (1/0), Kim Jin-kyu (1/0), Atsushi Katagiri (2/0), Hiroki Aratani (1/0), Daisuke Ichikawa (1/0), Yoshirō Abe (1/0), Teruyoshi Itō (1/0), Yūsuke Inuzuka (1/0), Kazunari Hosaka (1/0)                                                                                                 |
| Albirex Niigata     | Kazuhiko Chiba (3/0), Daisuke Suzuki (3/0), Naoki Ishikawa (3/0), Yūta Mikado (2/0), Anderson (1/0), Cho Young-cheol (3/0), Michael (2/1), Bruno Lopes (3/2), Seiya Fujita (1/0), Isao Homma (3/1), Jun Uchida (1/0), Kengo Kawamata (2/1), Atomu Tanaka (2/1), Gōtoku Sakai (3/0), Yūsuke Murakami (2/0), Hideaki Ozawa (1/0), Yoshiyuki Kobayashi (2/0), Naoya Kikuchi (3/1), Yōhei Takeda (2/0) |
| Shimizu S-Pulse     | Kaito Yamamoto (2/0), Yasuhiro Hiraoka (3/0), Kōsuke Ōta (3/0), Keisuke Iwashita (4/0), Kōta Sugiyama (2/0), Masaki Yamamoto (2/0), Takuma Edamura (2/0), Yūichirō Nagai (2/0), Daigo Kobayashi (1/0), Genki Ōmae (4/2), Toshiyuki Takagi (4/1), Shō Itō (1/0), Shinji Tsujio (3/0), Bosnar (3/0), Shinji Ono (2/1), Naohiro Takahara (1/0), Fredrik Ljungberg (2/0), Calvin Jong-a-Pin (2/0), Naoya Okane (1/0), Taisuke Muramatsu (4/0), Atomu Nabeta (1/0), Kempei Usui (2/0), Alex (3/1)                                                                         |
| Júbilo Iwata        | Yoshikatsu Kawaguchi (3/0), Ken’ichi Kaga (3/1), Ryū Okada (2/0), Yūichi Komano (3/0), Daisuke Nasu (5/1), Gilsinho (5/1), Hiroki Yamada (5/0), Norihiro Nishi (2/0), Lee Gang-jin (1/0), Minoru Suganuma (2/0), Jō Kanazawa (1/0), Hidetaka Kanazono (3/0), Ryōichi Maeda (3/1), Tomoyuki Arata (2/1), Shūto Yamamoto (5/2), Naoki Hatta (2/0), Yūki Kobayashi (4/1), Kōsuke Yamamoto (3/0), Ryōhei Yamazaki (4/1), Keisuke Funatani (3/0), Yoshiaki Fujita (4/0), Rodrigo Souto (2/0), Masahiro Koga (2/0)                                                         |
| Nagoya Grampus      | Seigō Narazaki (2/0), Mitsuru Chiyotanda (1/0), Marcus Tulio Tanaka (2/2), Takahiro Masukawa (2/0), Shōhei Abe (2/0), Naoshi Nakamura (2/0), Burzanovic (2/0), Yoshizumi Ogawa (2/0), Keiji Yoshimura (2/0), Kensuke Nagai (2/2), Kōji Hashimoto (2/1), Mū Kanazaki (2/1), Hayuma Tanaka (2/0), Ryōta Isomura (2/0), Alessandro Santos (1/0) |
| Gamba Osaka         | Yōsuke Fujigaya (2/0), Sōta Nakazawa (2/0), Kim Jung-ya (1/0), Kazumichi Takagi (2/0), Satoshi Yamaguchi (2/0), Takumi Shimohira (2/0), Hayato Sasaki (2/1), Rafinha (2/1), Takahiro Futagawa (2/0), Shōki Hirai (2/0), Shōhei Ōtsuka (1/1), Shōta Kawanishi (1/0), Takuya Takei (2/0), Kenta Hoshihara (1/0), Hideo Hashimoto (2/0), Afonso (2/0) |
| Cerezo Osaka        | Takahiro Ōgihara (1/0), Teruyuki Moniwa (1/0), Kōta Fujimoto (1/0), Masaki Chūgo (1/0), Yōhei Ōtake (1/0), Fábio Lopes (1/1), Ryūji Bando (1/0), Yūsuke Maruhashi (1/0), Rui Komatsu (1/0), Noriyuki Sakemoto (1/0), Kim Jin-hyeon (1/0), Shū Kurata (1/0), Masato Kurogi (1/0), Kazuya Murata (1/0) |
| Vissel Kobe         | Kunie Kitamoto (2/0), Hiroyuki Kōmoto (2/0), Kenji Haneda (1/0), Park Kang-jo (2/0), Ryōsuke Matsuoka (2/0), Rogerinho (2/1), Botti (1/0), Popo (1/0), Yoshito Ōkubo (1/0), Takayuki Yoshida (1/1), Hideo Tanaka (2/0), Kōki Arita (1/0), Ryōta Morioka (2/0), Hiroto Mogi (2/0), Yōsuke Ishibitsu (2/0), Ken Tokura (1/0), Kenta Tokushige (2/0), Keijirō Ogawa (1/0) |
| Sanfrecce Hiroshima | Shūsaku Nishikawa (1/0), Toshihiro Aoyama (1/0), Kōji Morisaki (2/0), Kazuyuki Morisaki (2/0), Tadanari Lee (1/0), Mujiri (1/1), Hisato Satō (2/1), Mikic (1/0), Yōjirō Takahagi (2/0), Satoru Yamagishi (1/0), Kōta Hattori (2/1), Kōhei Morita (1/0), Hironori Ishikawa (2/0), Tsubasa Yokotake (2/0), Ryōta Moriwaki (1/0), Sena Inami (1/0), Kōhei Shimizu (1/0), Masato Yamazaki (1/0), Hirotsugu Nakabayashi (1/0), Kōji Nakajima (2/0) |
| Avispa Fukuoka      | Ryūichi Kamiyama (2/0), Kim Min-je (2/0), Tatsunori Yamagata (2/0), Makoto Tanaka (1/0), Daiki Niwa (1/0), Kōsuke Nakamachi (1/0), Jun Suzuki (2/0), Yutaka Takahashi (1/0), Hisashi Jōgo (2/0), Yūsuke Tanaka (1/0), Shōgo Kobara (1/0), Takuya Matsuura (2/0), Hideya Okamoto (2/0), Kazuki Yamaguchi (1/0), Shō Naruoka (1/0), Norihisa Shimizu (1/0), Toshiya Sueyoshi (2/0), Kentarō Shigematsu (2/0), Taku Ushinohama (1/0) |

## Ergebnisse

### 1. Runde
|                   | Gesamt |                     | Hinspiel | Rückspiel |
| ----------------- | ------ | ------------------- | -------- | --------- |
| Montedio Yamagata | 1:4    | Urawa Reds          | 0:2      | 1:2       |
| Avispa Fukuoka    | 0:5    | Júbilo Iwata        | 0:2      | 0:3       |
| Vegalta Sendai    | 3:1    | Kashiwa Reysol      | 1:0      | 2:1       |
| Shimizu S-Pulse   | 2:1    | Ventforet Kofu      | 0:1      | 2:0       |
| Kawasaki Frontale | 5:3    | Sanfrecce Hiroshima | 2:2      | 3:1       |
| Vissel Kobe       | 2:3    | Yokohama F. Marinos | 1:1      | 1:2       |

### 2. Runde
|                   | Gesamt |                     | Hinspiel | Rückspiel |
| ----------------- | ------ | ------------------- | -------- | --------- |
| Omiya Ardija      | 1:4    | Urawa Reds          | 0:2      | 1:2       |
| Júbilo Iwata      | 3:0    | Vegalta Sendai      | 0:0      | 3:0       |
| Albirex Niigata   | 4:3    | Shimizu S-Pulse     | 1:2      | 3:1       |
| Kawasaki Frontale | 3:6    | Yokohama F. Marinos | 0:4      | 3:2       |

### Viertelfinale
|                 | Ergebnis |                     |
| --------------- | -------- | ------------------- |
| Cerezo Osaka    | 1:2      | Urawa Reds          |
| Gamba Osaka     | 3:1      | Júbilo Iwata        |
| Nagoya Grampus  | 5:3      | Albirex Niigata     |
| Kashima Antlers | 3:2      | Yokohama F. Marinos |

### Halbfinale
|                | Ergebnis |                 |
| -------------- | -------- | --------------- |
| Urawa Reds     | 2:1      | Gamba Osaka     |
| Nagoya Grampus | 1:2      | Kashima Antlers |

### Finale
|            | Ergebnis |                 |
| ---------- | -------- | --------------- |
| Urawa Reds | 0:1      | Kashima Antlers |